# Région Nord (Nouvelle-Calédonie)
Pour les articles homonymes, voir Région Nord.
La région Nord a été l'une des quatre collectivités territoriales qui ont subdivisé le territoire d'outre-mer (TOM) français de la Nouvelle-Calédonie durant la période des « Événements » entre 1985 et 1988, servant de prémices aux trois actuelles provinces. Elle a été créée par le « statut Fabius-Pisani » (ainsi nommé en référence au Premier ministre de l'époque, Laurent Fabius, et à son ministre chargé de la Nouvelle-Calédonie, Edgard Pisani) du 23 août 1985. Elle a finalement été supprimée, au profit d'un nouveau découpage régional, par le « statut Pons II » (en référence au nouveau ministre des DOM-TOM, Bernard Pons) du 22 janvier 1988.

## Géographie

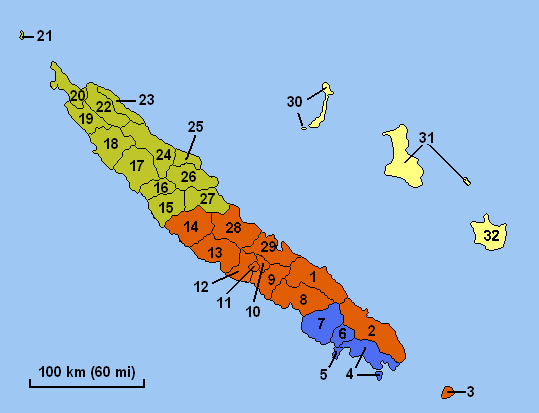
Carte des subdivisions administratives de la Nouvelle-Calédonie sous le statut Fabius-Pisani

La région Nord correspond pratiquement à l'actuelle province Nord (à l'exception du nord de Poya, de Houaïlou et Canala). Elle est légèrement moins étendue que la région Centre, avec 7 251,7 km2, soit environ les 2/5 nord de la côte Ouest de la Grande Terre (3 590,4 km2), pratiquement la moitié de sa côte Est (3 591,8 km2) et les îles Belep (69,5 km2).
Cela correspond donc aux treize communes suivantes :
- 6 sur la côte Est :
  - Ouégoa
  - Touho
  - Hienghène
  - Pouébo
  - Poindimié
  - Ponérihouen
- 6 sur la côte Ouest :
  - Poum (à l'extrémité nord de la Grande Terre, elle est bordée par les deux côtes mais est toujours associée à la côte Ouest)
  - Koumac
  - Kaala-Gomen
  - Voh
  - Koné (chef-lieu régional, fixé par arrêté du haut-commissaire du 9 décembre 1965[1])
  - Pouembout
- Îles Belep

Son point culminant est alors le mont Panié (Hienghène), également le plus haut sommet de la Chaîne Centrale et de la Nouvelle-Calédonie avec 1 628 mètres d'altitude maximale. Elle est bordée au sud par la tout aussi récente, et tout aussi éphémère, région Centre.

## Démographie[2]
La région Nord est rurale, avec une population à peine plus élevée que celle de la région Centre, mais nettement inférieure à celle du Sud. Au recensement de 1983, les communes qui la composent totalisaient 21 910, soit 15 % de la population totale de l'archipel répartis sur 40 % de son territoire. La densité y est donc très faible, à 3 hab./km2.
La partie sur la côte Est comptait 12 575 personnes (57,4 % sur 49,5 % du territoire régional, 3,5 hab./km2), avec la commune la plus peuplées de la région : Poindimié (3 644 habitants et 5,4 hab./km2). Elle est suivie par Ponérihouen (1 932 résidents et 2,7 hab./km2), Touho (1 901 habitants et 6,7 hab./km2), Hienghène (1 729 personnes et 1,6 hab./km2) et Pouébo (1 503 individus et 7,4 hab./km2, la plus densément peuplée de cette côte). La population y est essentiellement mélanésienne, avec 97 tribus.
La partie sur la côte Ouest pour sa part comptait 8 649 habitants (39,5 % sur 49,5 % du territoire régional, soit 2,4 hab./km2), dont majoritairement des Mélanésiens, même s'ils y sont moins nombreux que sur la côte Est, avec 43 tribus. Il y existe certains points d'implantation européenne, surtout à Koumac, Pouembout, Voh ou Koné, mais ils restent toutefois nettement moins importants que les villages de la côte Ouest de la région Centre. La commune la plus peuplée de cette côte (et la deuxième de la région) est Koné, avec 2 919 personnes (7,8 hab./km2, la plus forte densité de la côte ouest de la région), suivie par Voh (1 586 résidents et 2 hab./km2) et Koumac (1 405 habitants et 2,6 hab./km2).
Enfin, les îles Belep, qui sont à la fois un complexe insulaire, une commune et un district coutumier avec 7 tribus, est la commune la moins peuplée de la région (686 personnes), mais également la moins étendue et, de ce fait, la plus dense 9,9 hab./km2. La population est totalement composée de Kanak.

## Compétences
Les compétences des régions sous le statut Fabius-Pisani sont dans un premier temps très étendues, établissant un véritable régime fédéral local : 
- le développement et aménagement régional,
- l'enseignement primaire obligatoire ainsi des langues et cultures locales,
- la vie culturelle, la jeunesse, les sports et loisirs,
- l'action sanitaire et social,
- le développement rural et la mise en œuvre de la réforme foncière,
- les infrastructures routières, portuaires et aéroportuaires,
- le logement.

Le « statut Pons I » du 17 juillet 1986 (qui est en fait surtout une refonte, sans en modifier le cadre institutionnel, de celui « Fabius-Pisani » afin de réviser la politique en matière de réforme foncière et de réduire les pouvoirs des régions), redéfinit ainsi ces prérogatives :
- la définition des objectifs fondamentaux de la région en matière de développement, de promotion des hommes, de mise en valeur des ressources naturelles et de protection de l'environnement,
- l'aménagement du territoire régional,
- l'intervention en matière de développement économique local,
- l'enseignement des cultures locales et promotion des langues vernaculaires (par le biais de conventions passées avec le Territoire ou l'État pour fixer les modalités d'enseignement de ces langues ainsi que pour les adaptations éventuelles des programmes aux spécificités culturelles locales),
- la définition et la mise en œuvre de l'animation culturelle.

## Institutions et politique

### Conseil de région
La collectivité est gérée par un conseil de région de 9 membres, élu au suffrage universel direct à la proportionnelle de liste, selon la règle de la plus forte moyenne. La réunion des quatre conseils de région forment le Congrès du Territoire, l'assemblée délibérante à l'échelle de la Nouvelle-Calédonie. Le statut de 1985 étant de nature transitoire en vue de l'organisation d'un référendum d'autodétermination avant le 31 décembre 1987, la limite du mandat des conseillers de région est fixé à la date d'application de la nouvelle loi qui tirera les conséquences de cette consultation (à savoir celle reconnaissant un éventuel accès à la pleine souveraineté, sinon un texte fixant un statut plus durable au sein de la République française).
Le conseil de région élit en son sein, lors de sa première réunion, un président et deux vice-présidents, au vote uninominal secret à trois tours maximum. Le président prépare et exécute les délibérations du conseil, et peut déléguer certaines de ses attributions à ses vice-présidents. Il est également, avec ses homologues des autres régions et sous la direction du président du Congrès du Territoire, membre du Conseil exécutif chargé d'« assister » le haut-commissaire de la République, délégué du gouvernement, qui assure les fonctions exécutives du Territoire.

### Politique
Une seule élection régionale sous ce statut va avoir lieu, le 29 septembre 1985. La région Nord est, avec celle des Îles Loyauté, l'une des deux collectivités du statut Fabius-Pisani ouvertement créées pour être gérées par les indépendantistes du Front de libération nationale kanak et socialiste (FLNKS) de Jean-Marie Tjibaou, qui y sont très largement majoritaire. La région Nord comporte notamment le fief personnel de Tjibaou, Hienghène, dont il est le maire depuis 1977. Sur les treize communes, dix ont un premier magistrat issu de l'Union calédonienne (UC), principale composante du FLNKS : outre Tjibaou à Hienghène, il s'agit de Paul Napoarea depuis 1970 à Koné, Raymond Pabouty depuis 1983 à Touho, Austien Dalap-Touyada depuis 1961 à Pouébo, Éloi Tchoeaoua depuis 1977 à Ouégoa, Théné Boahoumé-Arhou depuis 1977 à Koumac, Julien Dounehote depuis 1977 à Kaala-Gomen et Eymard Bouanaoué  depuis 1983 aux Belep. Trois autres maires sont également indépendantistes, mais issus d'autres partis : un membre d'une autre composante du FLNKS, l'Union progressiste en Mélanésie (UPM), avec Jean-Baptiste Naaoutchoué depuis 1983 à Ponérihouen ; deux militants du mouvement modéré, qui a toujours refusé la stratégie du boycott et de la lutte, de Libération kanak socialiste (LKS), à savoir Francis Poadouy depuis 1977 à Poindimié et Emmanuel Dayé depuis 1983 à Poum ; un divers indépendantiste, Alain Levant depuis 1983 à Kaala-Gomen. Enfin, une seule commune de cette région est contrôlée par le plus important parti anti-indépendantiste, le Rassemblement pour la Calédonie dans la République (RPCR) du député Jacques Lafleur, avec Georges Avril depuis 1970 à Pouembout.
Sans surprise, le jour du scrutin, la liste FLNKS menée par Jean-Marie Tjibaou emporte une large victoire, avec 7 383 voix, 59,61 % des suffrages exprimés et 6 sièges sur 9, contre 2 890 votes (23,33 %) et 2 élus pour le RPCR mené par Robert Frouin. S'y ajoute un seul conseiller élu sur la liste « Rassemblement Paix et Coutume » de Henri Wetta, à la fois figure du RPCR et beau-frère de Jean-Marie Tjibaou, qui s'est présenté avec le soutien de la direction de son parti afin d'assurer un certain dialogue avec le FLNKS et de canaliser les voix des mélanésiens anti-indépendantistes. Il a totalisé 1 058 suffrages (8,54 %). Le LKS de Francis Poadouy n'a récolté pour sa part que 709 bulletins, et la petite liste modérée (favorable à une « indépendance-association » avec l'État français) d'Opao menée par Issaca Poarairiwa ferme la marche avec 346 voix seulement (2,79 %). Aucune de ces deux dernières formations n'a obtenu d'élu.
Le conseil de la région Centre était ainsi composé, entre sa première séance le 4 octobre 1985 et le scrutin suivant du 24 avril 1988 :
- Président (et donc membres du Conseil exécutif du Territoire) : Jean-Marie Tjibaou (président fondateur du FLNKS depuis 1984, président de l'UC à partir de 1986, président du Gouvernement provisoire de Kanaky depuis 1984, maire de Hienghène depuis 1977, ancien vice-président du conseil de gouvernement de 1982 à 1984)[5]
- 1er vice-président (chargé du développement et de l'aménagement régional, du développement rural et de la mise en œuvre de la réforme foncière et de l'équipement, des infrastructures et travaux publics) : Roland Braweao (FLNKS-UPM)
- 2e vice-président (chargé de l'enseignement, des langues et de la culture locales, de la vie culturelle, de la jeunesse, des sports et des loisirs, de l'action sanitaire et sociale et du logement) : René Porou (FLNKS-UPM)
- 9 membres du conseil de région :
  - 6 du FLNKS :

  1. Jean-Marie Tjibaou (UC, président)
  2. Roland Braweao (UPM, 1er vice-président)
  3. Jean Poithily (Palika)
  4. Lino Lepeu (UC)
  5. René Porou (UPM, 2e vice-président)
  6. Gustave Waka-Céou (UC)

  - 3 du RPCR : 
    - 2 de la liste officielle :

  1. Robert Frouin (conseiller territorial sortant depuis 1984)
  2. Joseph Apou Thidjite (conseiller territorial sortant depuis 1984)
    - 1 de la liste « Rassemblement Paix et Coutume » :

  3. Henri Wetta (conseiller territorial sortant depuis 1984, ancien conseiller de gouvernement chargé de la Santé et de l'Administration pénitentiaire de 1982 à 1984)

## Dissolution par le statut Pons II
Le statut Pons II du 22 janvier 1988 dissout la région Nord. Son territoire est réparti entre les nouvelles régions Ouest (toutes les communes de la côte Ouest, dont Poum, ainsi que les Îles Belep) et Est (les communes de la côte Est).